# Jenna Ushkowitz
Jenna Noelle Ushkowitz (sinh ngày 28 tháng 4 năm 1986) là một diễn viên và ca sĩ người Mỹ sinh tại Hàn Quốc, được biết đến nhiều nhất với các vai diễn trong một số vở kịch Broadway cũng như vai Tina Cohen-Chang trong Glee.

## Tiểu sử
Ushkowitz sinh ra ở Hàn Quốc; cô được nhận làm con nuôi và lớn lên ở East Meadow, New York. Ushkowitz theo Công giáo, cô đi học tại Parkway Elementary School và Holy Trinity Diocesan High School, một trường công giáo ở Hicksville, Long Island nổi tiếng với khoa sân khấu. Khi còn học trung học, Ushkowitz tham gia một số vở nhạc kịch, trong số đó có Những người khốn khổ. Các vai diễn khác của cô bao gồm Penny trong Honk!, Inez trong The Baker's Wife, Cô bé quàng khăn đỏ trong Into the Woods và Romaine Patterson trong The Laramie Project. Cô tốt nghiệp trung học vào năm 2004 và theo học trường đại học Marymount Manhattan, nơi cô một lần nữa đóng vai Cô bé quàng khăn đỏ trong Into the Woods. Cô tốt nghiệp đại học vào năm 2007 với bằng cử nhân nghệ thuật sân khấu chuyên ngành biểu diễn và nhạc kịch.

## Sự nghiệp

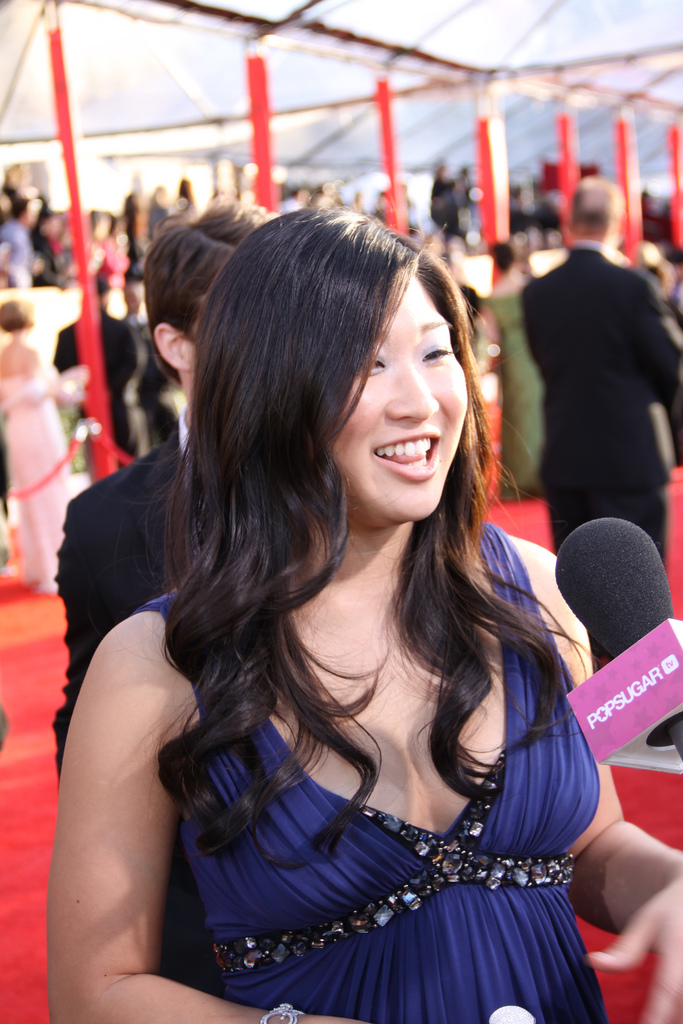
Ushkowitz tại lễ trao giải SAG Awards năm 2010.

Ushkowitz bước vào ngành công nghiệp giải trí từ năm 3 tuổi. Khi còn là một đứa trẻ, cô xuất hiện trong Sesame Street cũng như các chương trình dành cho thiếu nhi khác. Vai diễn đầu tiên của cô trên sân khấu Broadway nằm trong vở The King and I. Ushkowitz đã thể hiện quốc ca Hoa Kỳ trong một trận bóng rổ của Knicks tại Madison Square Garden khi cô mới 13 tuổi. Cô là người đóng thế cho các vai Anna, Martha, Thea và Ilse trong vở nhạc kịch Spring Awakening bắt đầu từ năm 2008.
Năm 2009, cô nhận được vai Tina Cohen-Chang trong sê ri phim nhạc kịch trường trung học Glee của Fox. Nhân vật của cô bị nói lắp trong 9 tập đầu cho đến khi cô tiết lộ rằng mình giả vờ như vậy vì sự nhút nhát. Cốt truyện của cô bao gồm việc hẹn hò với các thành viên khác trong nhóm, Artie Abrams và Mike Chang. Các ca khúc solo của cô bao gồm "True Colors" của Cyndi Lauper, "ABC" của The Jackson 5, "Because You Loved Me" của Celine Dion, "Gangnam Style" của PSY và "Hung Up" của Madonna.
Ushkowitz đã tham gia nhiều buổi diễn ở Mỹ, Canada, Anh và Ireland cùng với các diễn viên khác của Glee. Cô là bạn với bạn diễn Lea Michele từ khi họ mới 8 tuổi; họ cũng đã cùng nhau tham gia vào vở nhạc kịnh Broadway Spring Awakening. Ban đầu Ushkowitz không được biết nhiều thông tin về Tina và tin rằng tật nói lắp của nhân vật là thật. Tuy nhiên, cô tỏ ra hài lòng khi sự thật được tiết lộ, "Có lẽ sẽ rất thú vị nếu giữ lại điều đó bởi nó cho cô ấy một nét độc đáo riêng, nhưng chuyện này đã mở ra nhiều hướng đi hơn cho Tina." Trong mùa thứ nhất của phim, Ushkowitz tự mình xây dựng một câu chuyện đằng sau nhân vật Tina, và tin rằng cô đang chống đối lại mẹ mình thay vì chỉ đơn giản là thích phong cách thời tranh Gothic. Cô giải thích vào cuối năm 2009 rằng, "Tôi không nghĩ là phòng ngủ của cô ấy treo đầy những poster đen tối hay những thứ liên quan đến heavy metal—tôi chỉ nghĩ đây là một giai đoạn mà cô ấy đang trải qua. Có rất nhiều sự lựa chọn về hướng phát triển của các nhân vật trong năm tới. Tôi hoàn toàn ủng hộ việc Tina gia nhập đội cổ vũ hay điều gì đó đại loại thế."
Năm 2011, Ushkowitz xuất hiện một chút trong video âm nhạc "Marry the Night" của Lady Gaga trong vai bạn Gaga, Bo.

## Các phim đã đóng
| Năm      | Tên phim                      | Vai diễn          | Ghi chú                                                                                        |  |
| -------- | ----------------------------- | ----------------- | ---------------------------------------------------------------------------------------------- |  |
| 1988     | Sesame Street                 | Chính mình        | Jenna góp mặt trong bài hát mở đầu.                                                            |  |
| 1988     | Reading Rainbow               | Chính mình        |                                                                                                |  |
| 1988     | As the World Turns            | Chính mình        |                                                                                                |  |
| 1989     | Nick Jr. (block)              | Chính mình        |                                                                                                |  |
| 1989     | Babyface                      | Chính mình        |                                                                                                |  |
| 1993     | Sesame Street                 | Chính mình        |                                                                                                |  |
| 2001     | Educated                      | Wendy             |                                                                                                |  |
| 2007     | The Suite Life of Zack & Cody | Người chơi vĩ cầm | Vai nhỏ                                                                                        |  |
| 2008     | Yankees on Deck               | Chính mình        | Dẫn chương trình.                                                                              |  |
| 2009–nay | Glee                          | Tina Cohen-Chang  | Được đề cử—2010 Teen Choice Awards Ca khúc nhóm (2010) (cùng với dàn diễn viên Glee) Vai chính |  |
| 2011     | Marry The Night               | Bo                | Video của Lady Gaga                                                                            |  |
| 2011     | The Glee Project              | Chính mình        | Giám khảo khách mời trong tập 8, "Believability."                                              |  |
| 2011     | Glee: The 3D Concert Movie    | Tina Cohen-Chang  |                                                                                                |  |